# Société médicale des hôpitaux de Paris
La Société médicale des hôpitaux de Paris (en abrégé SMHP), fondée en 1849 par les médecins des hôpitaux de Paris, est une société savante et une association reconnue d’utilité publique depuis le décret du 12 décembre 1888.

## Histoire
Sur le long terme, les tendances associatives des médecins du XIXe siècle et l’expérience de la Révolution de 1848 sont à l'origine de la création de la Société médicale des hôpitaux de Paris qui doit aussi son existence à la décision de la Deuxième République de regrouper les institutions assistant les malades, infirmes, vieillards et enfants abandonnés, soit l'Hôtel-Dieu, l'Hôpital général et le « Grand bureau des pauvres » créé par François Ier dans l’Administration générale de l’Assistance publique à Paris, par la loi du 10 janvier 1849. L’article 6 de la loi stipulant que les médecins, chirurgiens et pharmaciens des hôpitaux et hospices seraient nommés au concours, la République créait un corps des Médecins des hôpitaux de Paris doté d'une certaine homogénéité. 
Les médecins de ce corps sont amenés à se grouper en une société savante. Les premiers statuts de la société évoquaient trois objectifs : études et  progrès médicaux, problèmes des hôpitaux, défense des membres. Il y avait donc dans l'esprit de l'association à la fois une dimension scientifique et de solidarité entre médecins.
Les travaux des médecins membres sont publiés dans L'Union médicale. Les Archives générales de médecin accueillaient les mémoires réunis en Actes de la société. Puis les Bulletins et mémoires de la Société médicale des Hôpitaux de Paris, paraissent chez P. Asselin puis aux éditions Masson avec pour titre à, partir de 1969 Annales de médecine interne et fusionner en 2004 avec La Presse médicale.